# Dušan Ujhely
Dušan Ujhely (* 23. prosince 1953) je bývalý slovenský fotbalista, útočník. Po skončení aktivní kariéry působil jako trenér mládeže.

## Fotbalová kariéra
V československé lize hrál za Lokomotívu Košice. Nastoupil ve 181 ligových utkáních a dal 30 gólů. V nižších soutěžích hrál za ZŤS Košice. Vítěz Československého poháru 1977 a 1979. Dorostenecký mistr Československa 1971. V Poháru vítězů pohárů nastoupil v 8 utkáních, v Poháru UEFA nastoupil ve 2 utkáních. Za juniorskou reprezentaci nastoupil v 6 utkáních a dal 1 gól.

## Ligová bilance
| Ročník                                      | Zápasy | Góly | Klub                 |
| ------------------------------------------- | ------ | ---- | -------------------- |
| 1. československá fotbalová liga 1971/72    | -      | 0    | TJ Lokomotíva Košice |
| 1. československá fotbalová liga 1972/73    | -      | 2    | TJ Lokomotíva Košice |
| 1. československá fotbalová liga 1973/74    | -      | 4    | TJ Lokomotíva Košice |
| 1. československá fotbalová liga 1975/76    | -      | 8    | TJ Lokomotíva Košice |
| 1. československá fotbalová liga 1976/77    | -      | 7    | TJ Lokomotíva Košice |
| 1. československá fotbalová liga 1977/78    | -      | 6    | TJ Lokomotíva Košice |
| 1. československá fotbalová liga 1978/79    | 27     | 3    | TJ Lokomotíva Košice |
| 1. československá fotbalová liga 1979/80    | -      | 0    | TJ Lokomotíva Košice |
| 1. československá fotbalová liga 1980/81    | -      | -    | TJ Lokomotíva Košice |
| 1. československá fotbalová liga 1981/82    | 2      | 0    | TJ Lokomotíva Košice |
| 1. slovenská národní fotbalová liga 1981/82 | 18     | 0    | ZŤS Košice           |
| 1. slovenská národní fotbalová liga 1982/83 | 16     | 4    | ZŤS Košice           |
| 1. slovenská národní fotbalová liga 1983/84 | 3      | 0    | ZŤS Košice           |
| CELKEM 1. liga                              | 181    | 30   |                      |